# Казарян, Регина Татевосовна
Регина Татевосовна Казарян (17 апреля 1915, Эривань, Кавказское наместничество — 6 ноября 1999, Ереван) — армянская художница, спасительница рукописей репрессированного в 1937 г. армянского поэта Егише Чаренца.

## Биография
Чаренц познакомился с Казарян в 1930 году, они подружились. После ареста Чаренца молодая художница смогла закопать перед своим домом и спрятать многие произведения последних лет жизни поэта («Реквием Комитасу», «Безымянный», «Осенние песни» и др.). «В юности Регина профессионально занималась велосипедным спортом, потом стала художницей, была участницей войны. Эта самоотверженная, преданная женщина жила Чаренцем всю свою жизнь, только благодаря ей уцелели многие чаренцовские стихи»,- написала дочь Чаренца — Арпеник.

## Награды
- Почётный гражданин Еревана (1995)
- Заслуженный художник Армении

## Память

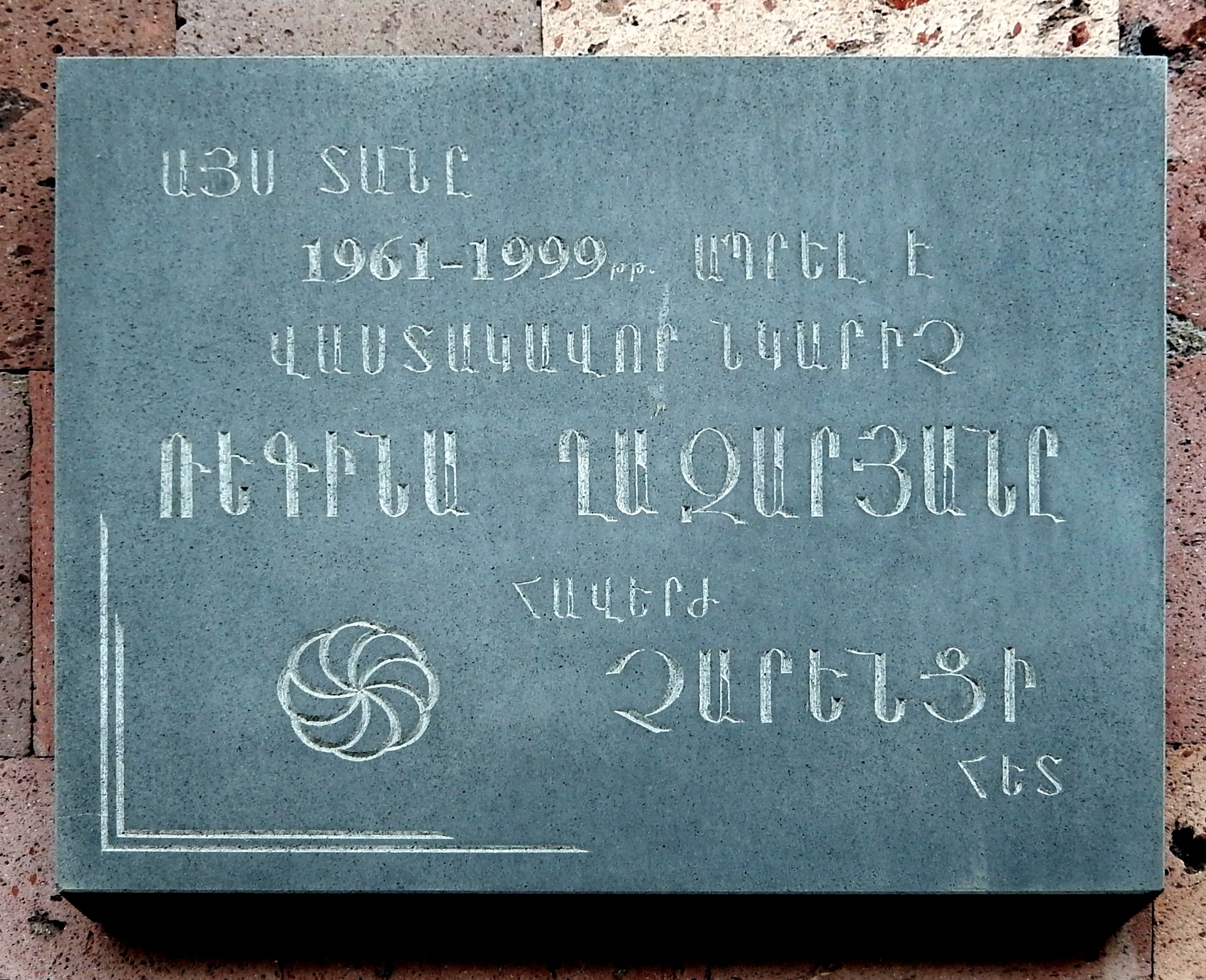

В Ереване открыта памятная доска в честь Регины Казарян. По адресу проспект Баграмяна, дом 33а, художница прожила с 1961 по 1999 гг.